# Penelope argyrotis
Penelope argyrotis là một loài chim trong họ Cracidae.